# Swisttal
Swisttal este o comună din districtul Rhein-Sieg, landul Renania de Nord-Westfalia, Germania.

## Date geografice
Comuna în regiunea Voreifel situată în partea de sud a landului Renania de Nord-Westfalia la 14 km vest de Bonn. Denumirea comunei este dată de numele pârâului Swist care curge prin centrul comunei. Centrul adminstrativ al comunei se află între satele  Ludendorf și Essig.

## Intinderea comunei
Swisttal are o populație de ca,  19.000 loc. ocupă o suprafață de  63 km², din care 10 km² sunt păduri și 49 km² teren agricol.
Comuna cuprinde cartierele și satele:
- Heimerzheim
- Buschhoven
- Dünstekoven
- Essig
- Ludendorf
- Miel
- Ollheim
- Odendorf
- Morenhoven
- Straßfeld

ca și cătunele  Hohn, Vershoven, Mömerzheim și Müttinghoven